# Christoph Besold

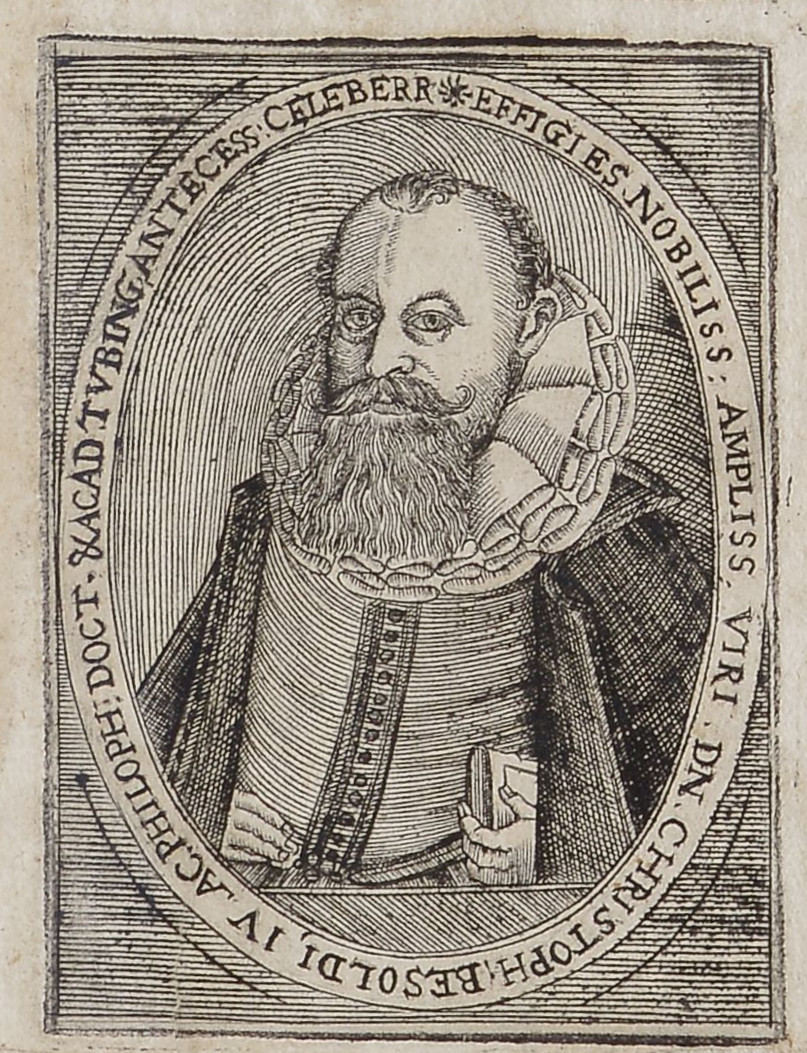
Christoph Besold, um 1631, aus dem Stammbuch von Johannes Hayn

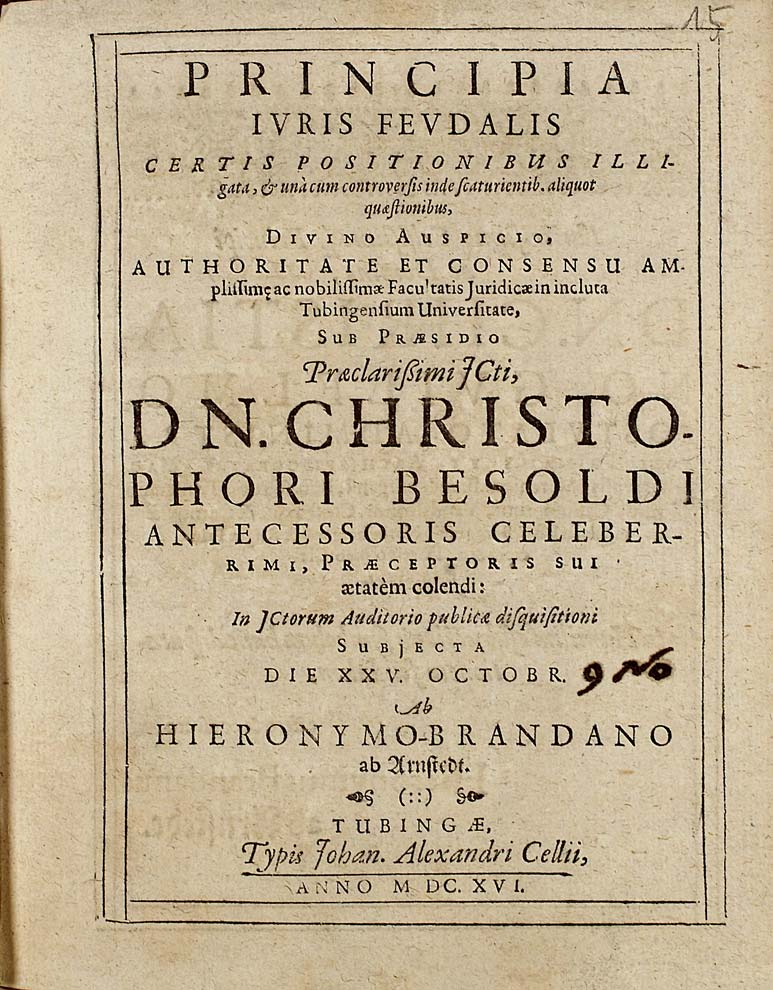
Titelblatt der Principia Iuris Feudalis von Christoph Besold (Tübingen 1616)

Christoph Besold (* 22. September 1577 in Tübingen; † 15. September 1638 in Ingolstadt) war ein deutscher Jurist und Staatsgelehrter. 

## Leben
Besold stammt aus einer lutherischen Familie, trat jedoch 1635 zum Katholizismus über. Ab 1591 studierte Besold in Tübingen, zunächst Philosophie mit dem Abschluss Magister, dann Studium der Rechte. 1598 promovierte er in Jura. Er freundete sich im Studium mit Johannes Kepler an. Sein jüngerer Bruder, Johann George Besold, wurde ebenfalls Jurist in Tübingen und arbeitete mit ihm zusammen.
Besold gehörte in Tübingen zum Freundeskreis des chiliastischen Juristen und Theosophen Tobias Heß. Zu diesem Kreis zählten beispielsweise auch Johann Valentin Andreae, Abraham Hölzel, Wilhelm Bidembach von Treuenfels, Thomas Lansius, Samuel Hafenreffer und Wilhelm Schickard.
Nach einer Tätigkeit als Advokat am Hofgericht, wie sein Vater, wurde er 1610 Professor für die Pandekten an der Universität Tübingen.
Seit ca. 1620 näherte er sich allmählich dem Katholizismus an, eine 1626 gegen ihn geführte Untersuchung wegen des Verdachts auf Papismus blieb aber erfolglos. 1628 unterschrieb er nochmals die Konkordienformel. 1635 trat er jedoch zur katholischen Kirche über, nachdem er nach der 1634 verlorenen Schlacht bei Nördlingen in den Dienst der nun katholischen österreichisch-württembergischen Regierung getreten war. Dieser Glaubenswechsel wurde heftig diskutiert, aber er handelte wohl aus tiefer Überzeugung und nach Gelübden, die er für die Genesung seiner Frau und seiner Tochter getan hatte. Bereits im Studium suchte er nach Mystik im Glauben, er stand den Rosenkreuzern nahe.
1636 wurde Besold Professor des privatrechtlichen Codex Iustinianus und des Jus publicum, also für öffentliches Recht an der Universität Ingolstadt.

## Lehre
Neben juristischen Werken hat Besold auch historische, theologische und nationalökonomische Abhandlungen verfasst.
Besold vertritt die Lehre von der doppelten Souveränität. Der Staat entsteht aus der Gesellschaft durch den Gemeinwillen der einzelnen Mitglieder. Hierin stimmt er mit der Volkssouveränitätlehre Johannes Althusius’ überein. Daneben erkennt er auch die maiestas personalis an, also die Übertragung der Herrschersouveränität durch Gott. Nach Besold lässt sich das Heilige Römische Reich keinem der beiden Prinzipien eindeutig zuordnen, sondern weist mit dem Kaiser einerseits und den Reichsständen andererseits beide Prinzipien auf.

## Werke
- Dissertatio Philologica, de arte jureque Belli. Straßburg 1624 (Latein, books.google.de).
- Consiliorum Tubingensium… I–IV. Tübingen 1628, LCCN 94-120295 (Latein).
- Thesaurus practicus. Reallexikon für die juristische Praxis. Nürnberg 1643 (Latein, uni-mannheim.de).
- Synopsis politicae doctrinae. Ingolstadt 1637 (Latein, uni-mannheim.de).
- Synopse der Politik. Hrsg.: Laetitia Boehm. 1. Auflage. Insel-Verlag, Frankfurt am Main / Leipzig 2000, ISBN 3-458-17019-7 (Übersetzung von Cajetan Cosmann der Ausgabe Ingolstadt 1637).